# Пату (Бразилия)
Пату (порт. Patu)  —  муниципалитет в Бразилии, входит в штат Риу-Гранди-ду-Норти. Составная часть мезорегиона Запад штата Риу-Гранди-ду-Норти. Входит в экономико-статистический микрорегион Умаризал. Население составляет 12 000 человек на 2006 год. Занимает площадь 319,132 км². Плотность населения — 33,7 чел./км².
Праздник города — 25 сентября.

## История
Город основан в 1890 году.

## Статистика
- Валовой внутренний продукт на 2003 год составляет 24 197 834,00 реалов (данные: Бразильский институт географии и статистики).
- Валовой внутренний продукт на душу населения на 2003 год составляет 2211,26 реалов (данные: Бразильский институт географии и статистики).
- Индекс развития человеческого потенциала на 2000 год составляет 0,676 (данные: Программа развития ООН).

## География
Климат местности: полупустыня.